# Gnophos interrupta
Gnophos interrupta là một loài bướm đêm trong họ Geometridae.